# Aleksandra Mirosław
Aleksandra Mirosław, née Rudzińska le 2 février 1994 à Lublin en Pologne, est une grimpeuse polonaise, spécialisée dans la vitesse. En 2024, elle remporte la médaille d'or en vitesse lors des Jeux olympiques.

## Biographie

### Jeunesse
Aleksandra Mirosław est originaire de Lublin. Elle commence à faire du sport à l'âge de sept ans, en faisant d'abord de la natation. Elle pratique ensuite l'escalade de vitesse en 2007, sous l'influence de sa sœur aînée Małgorzata.

### Carrière en escalade
En compétition sous le nom d'Aleksandra Rudzińska, elle remporte la médaille de bronze du championnat du monde d'escalade de vitesse aux Championnats du monde d'escalade IFSC 2014 à Gijón, en Espagne. Elle devient championne du monde d'escalade de vitesse en septembre 2018 aux Championnats du monde d'escalade IFSC 2018 à Innsbruck.
Aleksandra Mirosław a défendu son titre mondial et remporté la deuxième médaille d'or mondiale d'escalade de vitesse un an plus tard, aux Championnats du monde d'escalade IFSC 2019 à Hachioji, au Japon. Au cours de la même compétition, Aleksandra Mirosław a atteint la finale de l'épreuve combinée, ce qui l'a qualifiée pour les Jeux olympiques de 2020. Elle remporte deux étapes de la Coupe du monde d'escalade IFSC en escalade de vitesse, à Chamonix en juillet 2018 et à Wujiang en mai 2019. Elle était auparavant deuxième à Chamonix en juillet 2016 et troisième à Wujiang en octobre 2016.

#### Jeux olympiques de 2020
Aux Jeux olympiques de 2020 à Tokyo, elle a établi le 4 août 2021 le premier record olympique d'escalade de vitesse avec 6,97 s, qu'elle a amélioré en finale le 6 août, établissant un nouveau record du monde avec 6,84 s. Elle a terminé à la 4e place du classement général et n'a pas remporté de médaille.

#### Jeux olympiques de 2024
Lors des Jeux olympiques de 2024 à Paris, Aleksandra Miroslaw remporte la médaille d'or à l'épreuve d'escalade de vitesse féminine.

### Vie privée
Elle a déjà concouru sous son nom de jeune fille, sous le nom d'Aleksandra Rudzińska. Elle est mariée à son entraîneur, Mateusz Mirosław.

## Palmarès

### Record du monde de vitesse
- 6 août 2021 à Tokyo, Japon (finale du combiné aux Jeux olympiques de Tokyo 2020)
  - 6 s 84 en finale de l'épreuve de vitesse face à Anouck Jaubert
- 5 mai 2022 à Séoul, Corée du Sud (comptant pour la Coupe du monde IFSC)[2]
  - 6 s 64 aux qualifications et 6 s 72 en finale
- 28 mai 2022 à Salt Lake City, USA (comptant pour la Coupe du monde IFSC) [3]
  - 6 s 53 aux qualifications et 6 s 54 en finale
- 5 août 2024 à Paris, France (concours qualificatif des Jeux olympiques de Paris 2024) 
  - 6 s 21 puis 6 s 06

### Jeux olympiques
- Jeux olympiques 2024 à Paris, France
  -  Médaille d'or en vitesse

### Championnats du monde
- 2021 à Moscou, Russie
  -  Médaille de bronze en vitesse
- 2019 à Hachioji, Japon
  -  Médaille d'or en vitesse
- 2018 à Innsbruck, Autriche
  -  Médaille d'or en vitesse
- 2014 à Gijón, Espagne
  -  Médaille de bronze en vitesse

### Coupe du monde
- Coupe du monde de 2019
  - en cours, avec une victoire sur l'étape de Wujiang
- Coupe du monde de 2015
  - 6e place
- Coupe du monde de 2014
  - 6e place
- Coupe du monde de 2013
  - 3e place, une victoire sur l'étape de Chongqing
- Coupe du monde de 2012
  - 5e place, avec une victoire sur l'étape de Chamonix
- Coupe du monde de 2011
  - 29e place

### Jeux mondiaux
- 2013 à Cali
  - 5e place en vitesse

### Championnats d'Europe
- 2022 à Munich, Allemagne
  -  Médaille d'or en vitesse [4]
- 2019 à Édimbourg, Royaume-Uni
  -  Médaille d'or en vitesse
- 2013 à Chamonix, France
  -  Médaille de bronze en vitesse

### Jeux européens
- 2023 à Tarnów
  -  Médaille d'argent en vitesse